# مارك سانشيز (لاعب كرة قدم أمريكية)
مارك سانشيز (بالإنجليزية: Mark Sanchez)‏ هو لاعب كرة قدم أمريكية أمريكي، ولد في 11 نوفمبر 1986 في لونغ بيتش في الولايات المتحدة.

## وصلات خارجية
- مارك سانشيز على موقع مرجع كرة القدم المحترفة.كوم (الإنجليزية)
- مارك سانشيز على موقع كلية كرة القدم في سبورتس رفرنس.كوم (الإنجليزية)
- مارك سانشيز على موقع IMDb (الإنجليزية)
- مارك سانشيز على موقع ميوزك برينز (الإنجليزية)
- مارك سانشيز على موقع إن إن دي بي (الإنجليزية)